# Chlorotocus crassicornis
Chlorotocus crassicornis är en kräftdjursart som först beskrevs av Costa 1871.  Chlorotocus crassicornis ingår i släktet Chlorotocus och familjen Pandalidae. Inga underarter finns listade i Catalogue of Life.